# Siepel

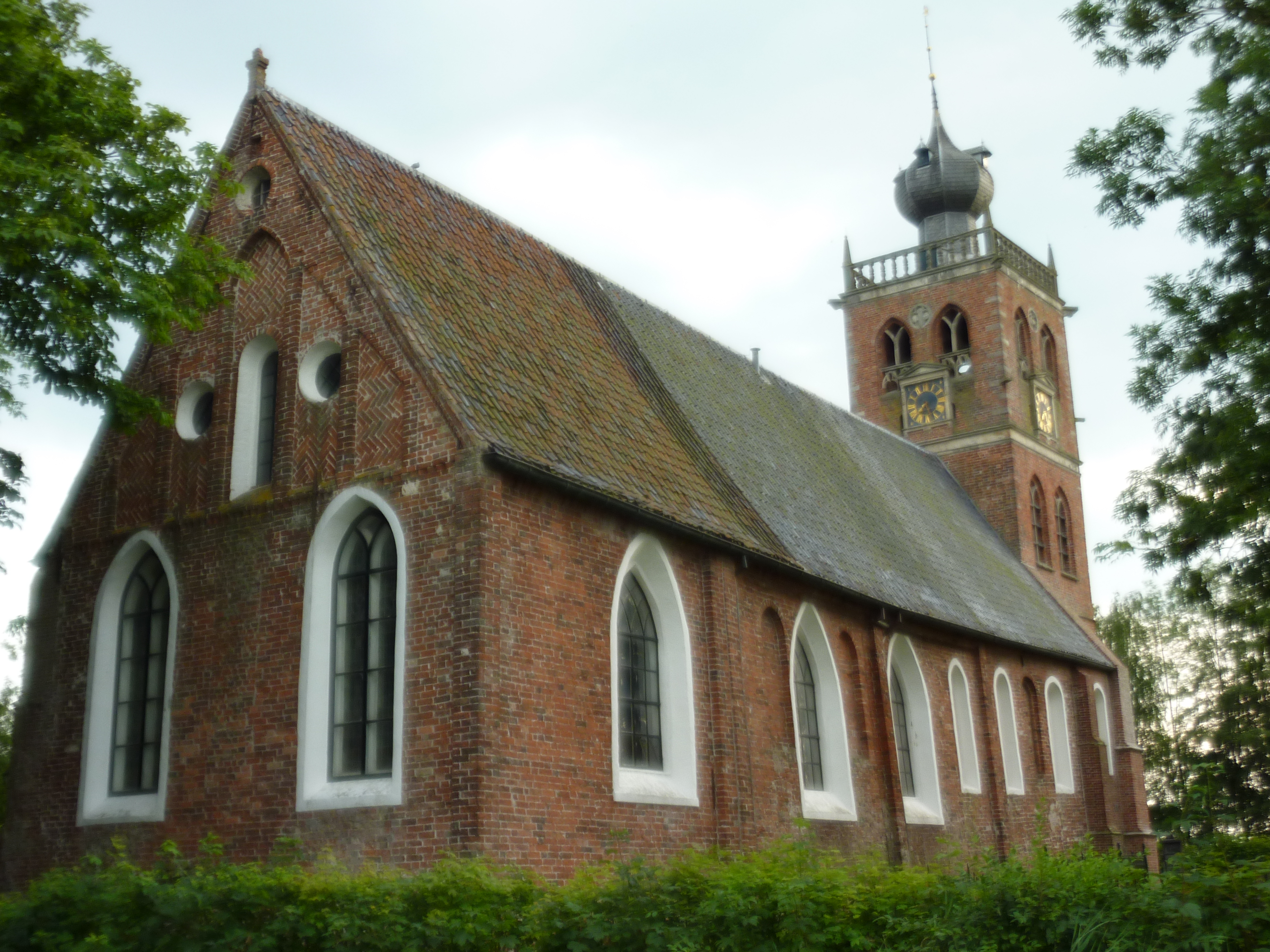
kerk van Noordwolde met siepel

Siepel is het Nedersaksische en West-Friese woord voor ui. In het Fries komt het woord, als sipel, ook voor.
De uivormige torenspitsen van bijvoorbeeld Dwingeloo, Noordwolde en Deinum worden in de volksmond dan ook "De Si(e)pel" genoemd.

## Etymologie en verspreiding
Het woord stamt, evenals het Duitse Zwiebel, af van het Latijnse cepula, het verkleinwoord van cepa (ui). Varianten erop komen daardoor terug in Romaanse talen als Italiaans, Spaans en Portugees, maar ook in een aantal Slavische talen (Pools, Tsjechisch, Slowaaks, Sloveens, Oekraïens, Wit-Russisch) en verder in het Lets (een Baltische taal) en het Fins en het Estisch (behorende tot de Fins-Oegrische talen). In het Frans komt het woord voor in de vorm ciboule/ciboulette, met als betekenis grove, resp. normale bieslook. 